# Триходермін
Триходермін — біологічний фунгіцид, що застосовується для захисту рослин від широкого спектра грибних та бактеріальних хвороб, основою якого є культура Trichoderma.
Є одним з найвідоміших та поширених біологічних фунгіцидів в Україні.

## Використання
Деякі штами Trichoderma використовуються як агенти біоконтролю грибних хвороб рослин.
Інші штами, наприклад Trichoderma harzianum — як біодеструктори рослинних решток (стерні).
Широко використовується як в промисловому, так і в приватному землеробстві. Активно використовується для обробки рослин по вегетації.
Також гриби Trichoderma часто використовується для обробки насіння. Вони здатні контролювати патогенні гриби Аскоміцети, базидіоміцети і ооміцети, а також проявляють активність проти нематод. Trichoderma також покращує ріст рослин шляхом численних додаткових механізмів, в тому числі, за рахунок підвищення системної стійкості культур і посилення кореневої проліферації.

## Механізм дії
Триходермін пригнічує розвиток фітопатогенів наступними шляхами:
- прямим паразитуванням,
- конкуренцією за субстрат,
- виділенням ферментів,
- виділенням антибіотиків (гліотоксин, вірідін, триходермін та ін.)
- виділенням інших біологічно активних речовин, котрі пригнічують розвиток багатьох видів збудників та гальмують їх репродуктивну здатність.
В ґрунті гриб розвивається на різних рослинних залишках, багатих целюлозою, на міцелії, плодових тілах фітопатогенів.
Гриб є аеробом, що пояснює його швидкий розвиток в добре аерованих ґрунтах, багатих органічною речовиною. Гриб здатен розвиватись в широкому діапазоні рН ґрунту, але його антагоністичні властивості найефективніше проявляються в ґрунті з рН 5.0-7.0.

## Патогени, які пригнічує препарат
Триходермін пригнічує патогенні збудники, що розповсюджуються через ґрунт і рослинні залишки.
Культура Trichoderma паразитує на склероціях гриба Sclerotinia sclerotiorum, псевдосклероціях гриба Rhizoctonia solani, активний по відношенн. до грибів роду Alternaria, Ascochyta, Botrytis, Verticillium, Colletotrichum, Fusarium, Helminthosporium, Pythium, Phoma, Phytophthora.

## Хвороби, які долає препарат
- кореневі гнилі (пітіозні, ризоктоніозні, фузаріозні);
- в'янення різної етіології;
- хвороби листків та стебел (аскохітоз і антракноз, альтернаріоз і сіра гниль).

## Перелік культур, на яких застосування препарата є ефективним[4]
- зернові культури (пшениця, жито, ячмінь, кукурудза);
- технічні (цукровий буряк, ріпак, соняшник, соя);
- плодово-ягідні (яблуня, груша, вишня, слива, виноград, чорна смородина, аґрус і полуниця);
- овочі відкритого та закритого ґрунту;
- троянди захищеного ґрунту, декоративні дерева і кущі;
- розсада квіткових культур;
- кімнатні квіткові культури.